# Де Греф, Артур (композитор)
Артур Де Греф (нидерл. Arthur De Greef; 10 октября 1862, Лёвен, Бельгия — 29 августа 1940, Брюссель, Бельгия) — бельгийский композитор, пианист и педагог.

## Биография
Учился в Брюссельской консерватории у Луи Брассена (фортепиано), Жозефа Дюпона (гармония), Хуберта Фердинанда Куфферата (контрапункт) и Франсуа Огюста Геварта (композиция). Далее совершенствовался у Исаака Альбениса и Ференца Листа (фортепиано). Как пианист гастролировал во многих странах Европы. В 1885—1930 годах преподавал в Брюссельской консерватории класс фортепиано, став в 1887 году профессором. Был также преподавателем в Гентской консерватории. Среди учеников: Пальмира Бёйст, Марсель Маас, Эмиль Боске, Ханс Буллериан, Марсель Пот, Ираклий Джабадари и другие.
Похоронен на кладбище Икселя в пригороде Брюсселя.

## Сочинения
- комическая опера «Маркитантка» / De Marketentster (1879, Лёвен)
- концерт для фортепиано с оркестром № 1 (1914)
- концерт для фортепиано с оркестром № 2 (1930)
- Юмореска / Humoresque (1928)
- Итальянская сюита / Italian Suite
- Фламандская сюита / Flandre Suite
- Осенние впечатления / Autumn Impressions